# Windsor (Kornwalia)
Windsor – osada w Anglii, w Kornwalii. Leży 74 km na wschód od miasta Penzance i 337 km na południowy zachód od Londynu.